# Padula (Cortino)
Padula è una frazione del comune di Cortino in provincia di Teramo, con 118 abitanti.
Il paese è situato ad un'altitudine di 928 m s.l.m. a circa 35 km da Teramo.

## Storia
Il nome della località di Padula o altrimenti "Rocca di Padula", è testimoniato a partire dal XII secolo. Nel 1285 insieme al castrum Scalellis come pertinenze di Frunti, si sottoposero alla giurisdizione del Vescovo di Teramo.
Nel 1252 papa Innocenzo IV menziona la chiesa di Santa Croce di Padule come dipendente dai monaci di Sant'Angelo in Vulturino nella Montagna dei Fiori presso la Valle Castellana.
Inclusa almeno dal 1424 negli stati feudali degli Acquaviva come parte del comprensorio della Montagna di Roseto, fu il principale centro del distretto territoriale denominato tradizionalmente Fiumata in antico flumata, che comprendeva tutta la alta valle del Tordino in riva destra fino alla località di Agnova.
Nel 1488 Andrea Matteo III Acquaviva duca di Atri, con il consenso del Vescovo unì alla parrocchia di Padula quelle di Lame e Pezzelle che tornarono ad essere separate dalla prima metà del secolo XVI. Unita a Macchia Tornella fino al XVII secolo, quando quest'ultima località divenne autonoma erigendo in parrocchiale la chiesa in onore di san Rocco fatta costruire dopo l'epidemia di peste del 1528.
Nel 1816 è stata annessa al comune di Cortino.
All'interno del paese è stata dedicata a sant'Anna una piazzetta, proprio nel luogo dove sorgeva la chiesetta intitolata alla santa.

## Geografia fisica

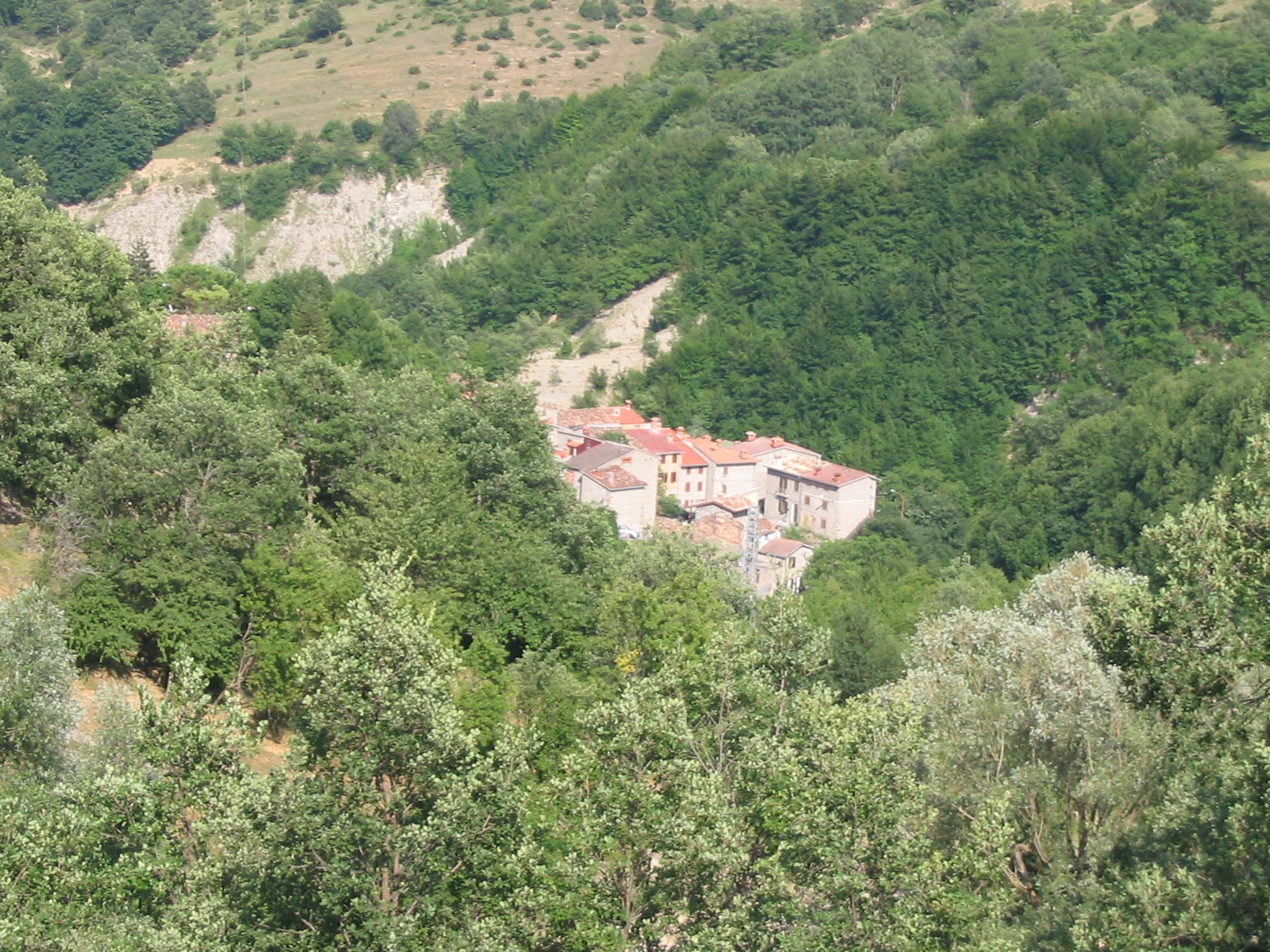
Padula, vista dall'alto

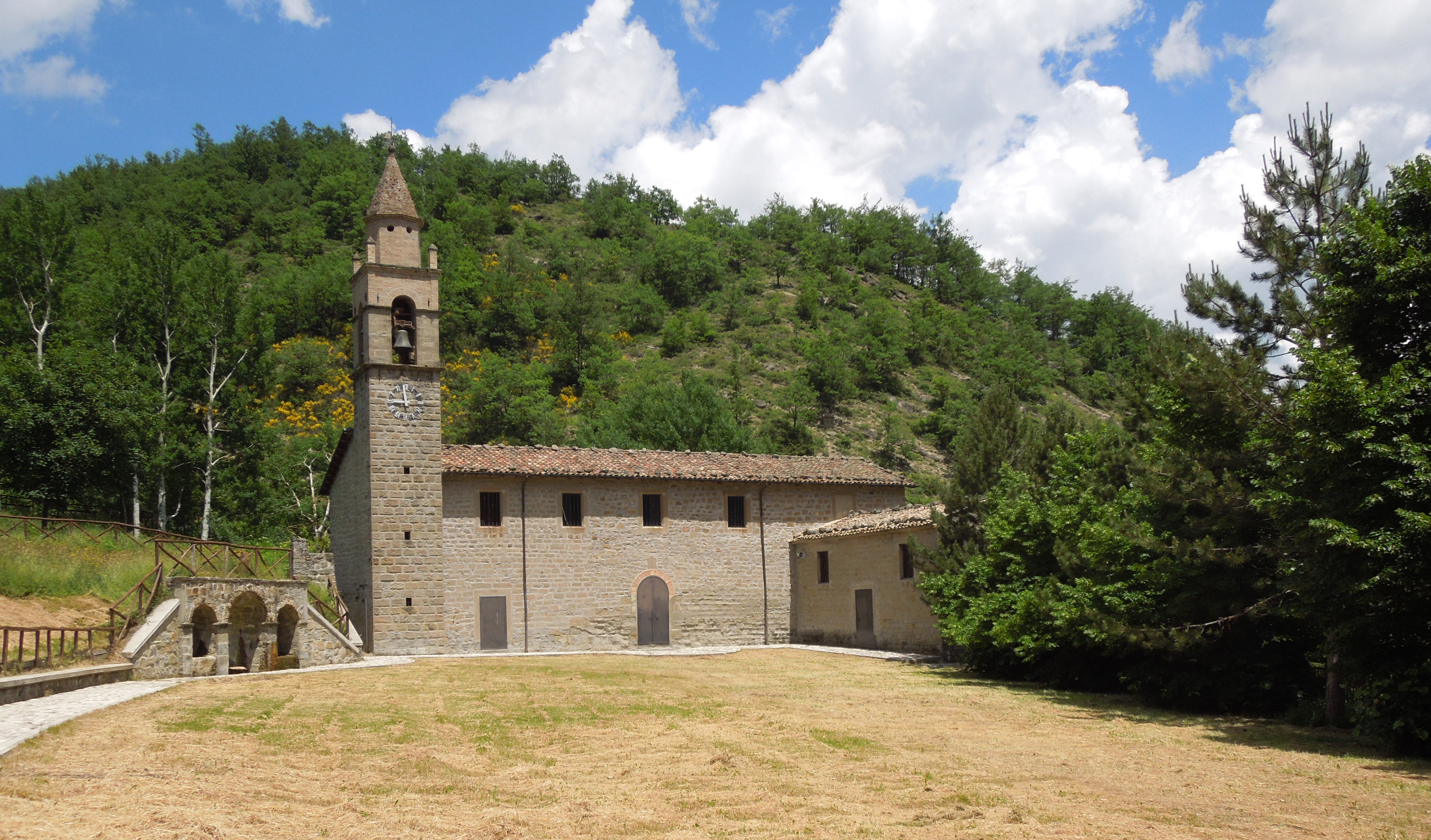
Chiesa di Santa Maria Assunta

Padula ricade all'interno della zona "M" del "Parco Nazionale del Gran Sasso e Monti della Laga".
La ex-scuola, ristrutturata, ospita attualmente un centro informativo e Polo Ecoturistico del Parco chiamato I frutti del bosco. La zona boschiva che circonda Padula è molto frequentata da esperti micologi poiché ricca di funghi porcini. Oltre ai porcini vi sono anche altri frutti del sottobosco, come: mirtilli, more, fragoline, lamponi.

## Monumenti e luoghi d'interesse

### Architetture religiose
- Chiesa di Santa Maria Assunta (patrona del paese), edificata nel XV secolo e restaurata nel corso del XX. Conserva affreschi cinquecenteschi.

Altri restauri si sono avuti nel 1988, quando ha assunto il titolo di "Santuario della Madonna dei Monti della Laga".
- Chiesa di Sant'Antonio, piccolo edificio religioso eretto nel centro del paese. Sull'architrave dell'ingersso vi è una lacunosa epigrafe che reca la data 1649.
- I ruderi del Convento di Selva in Fonte a Storno, lungo la mulattiera che porta verso il monte Gorzano.

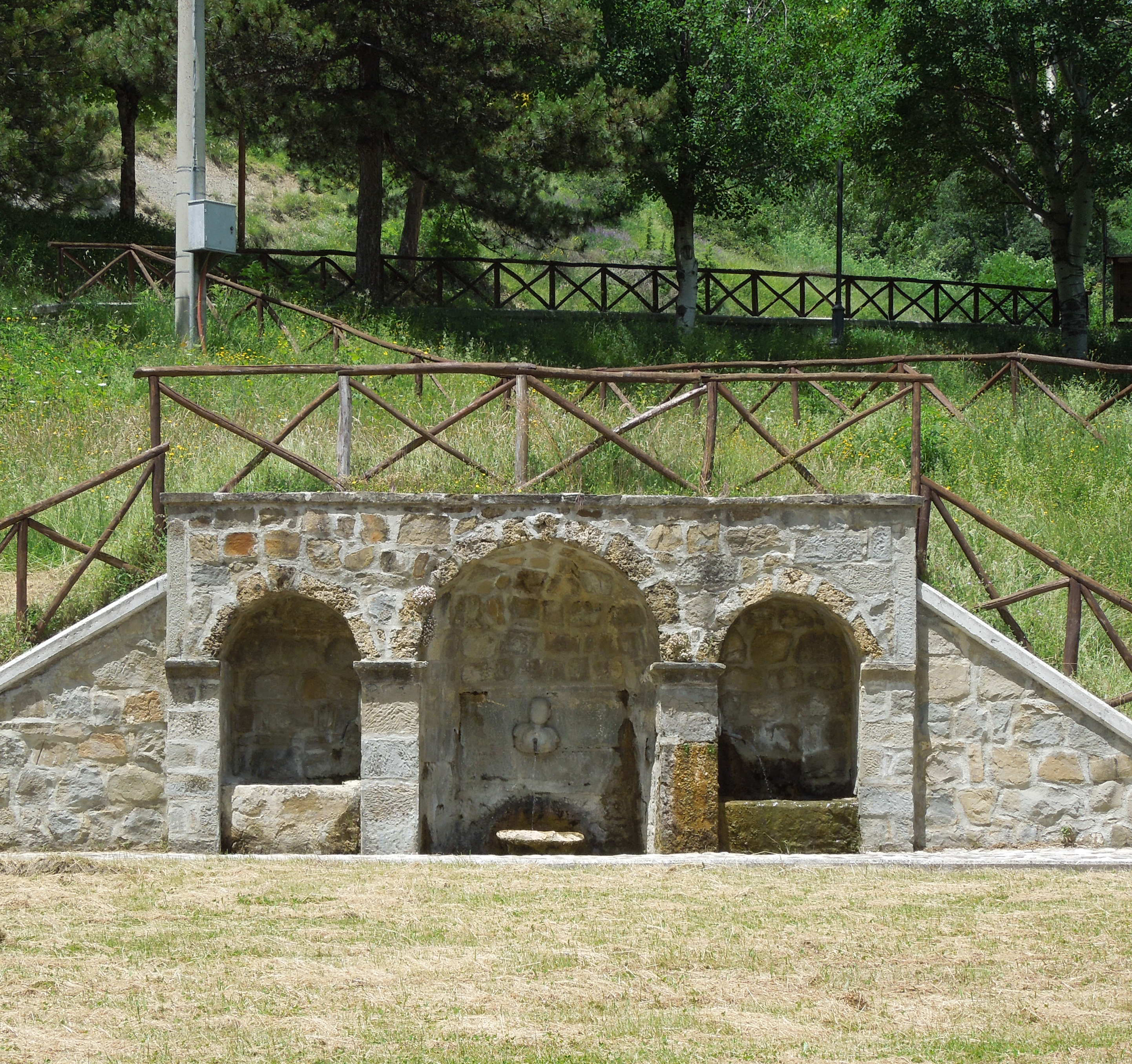
Fontana della chiesa di Santa Maria Assunta
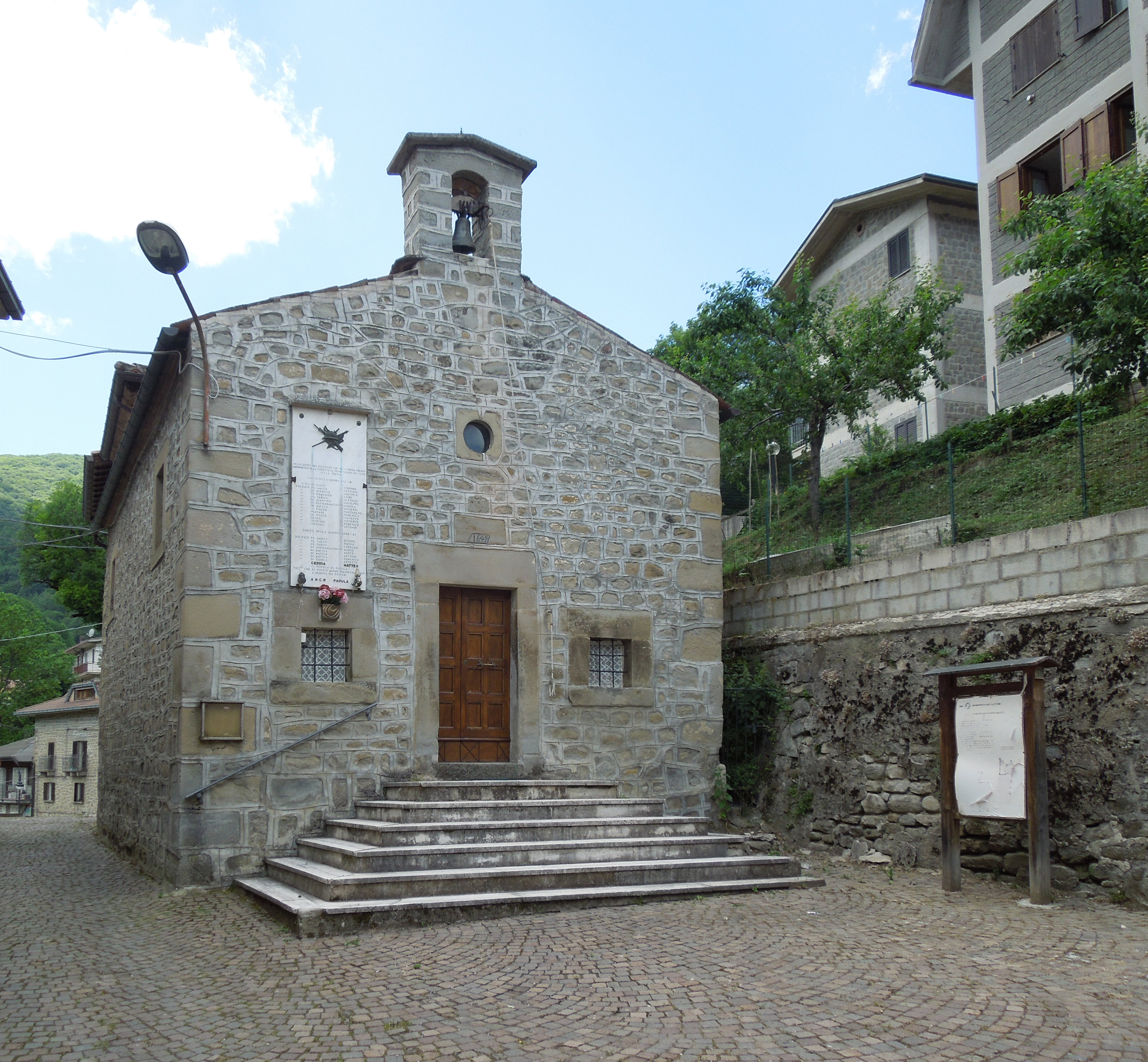
Chiesa di Sant'Antonio

### Architetture civili
- Il Vecchio Mulino - Edificio costituito ormai da ruderi, posto sulla vecchia mulattiera per Macchiatornella, che per decenni ha segnato il trascorrere del tempo a Padula.
- La Fonte del Serpente, che si trova nei pressi della radura denominata "Le Macere". Attorno a questa fonte si narrano molte leggende e strani racconti.
- La Fonte detta "Degli Ammalati", che si trova subito fuori dell'abitato. Si tramanda, ormai da generazioni, che il nome scaturisce dalle benefiche particolarità di quest'acqua, e ci si recava a raccoglierla soprattutto quando in famiglia vi era un ammalato o un neonato, tanto era leggera l'acqua. Ora con lo smottamento e le frane in corso, la sorgente si è del tutto persa.

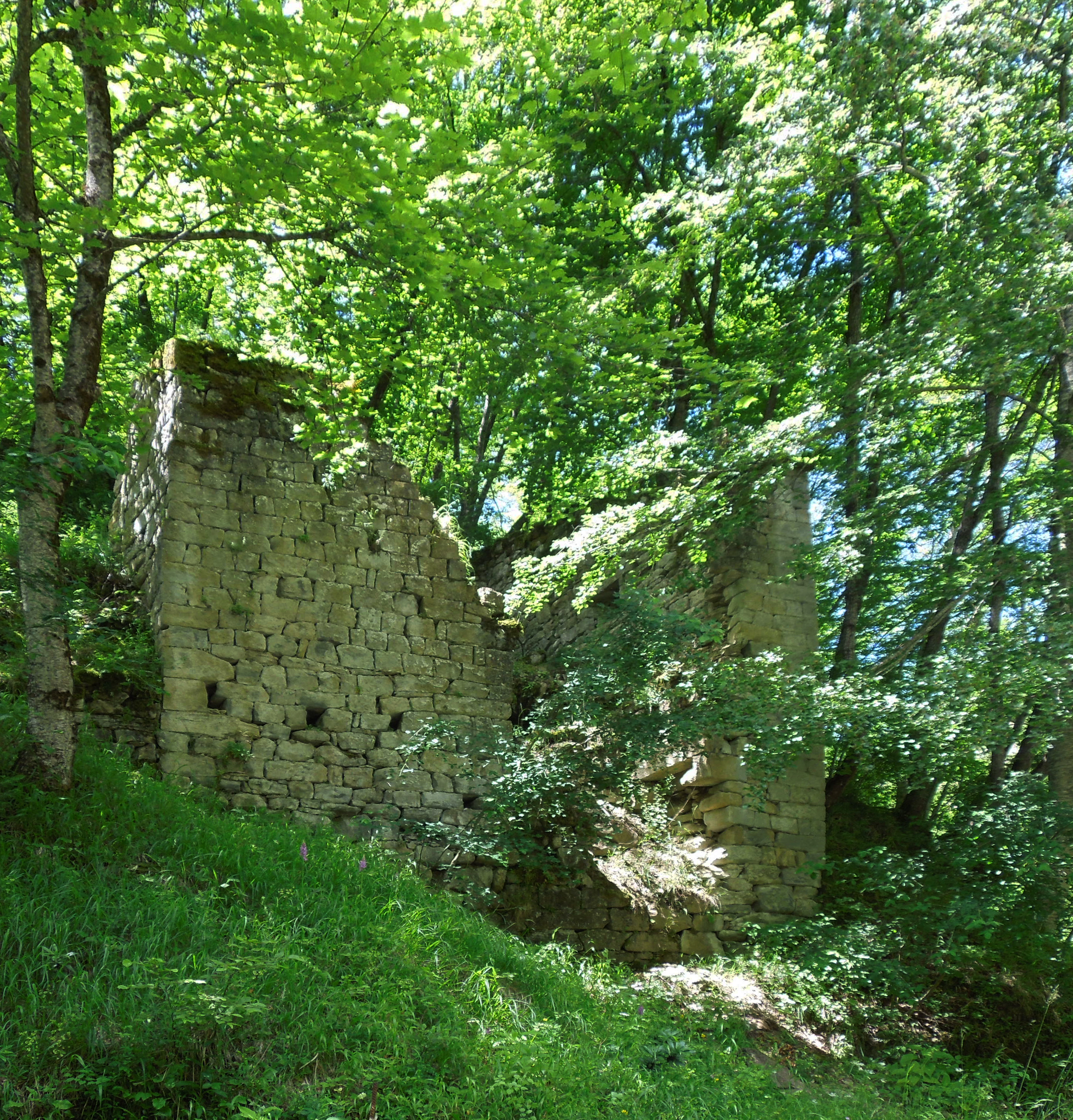
Ruderi del vecchio mulino ad acqua
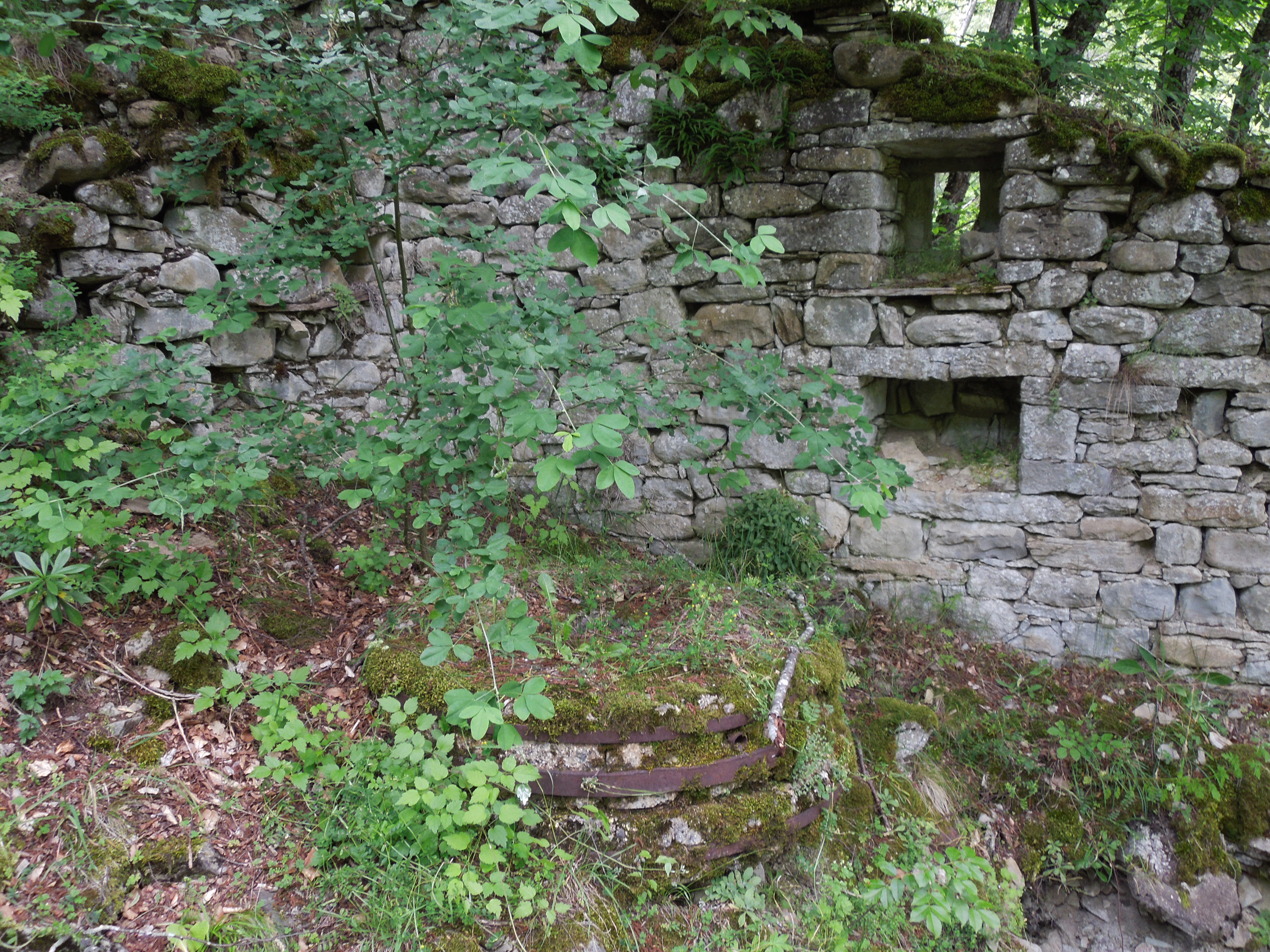
Particolare delle macine
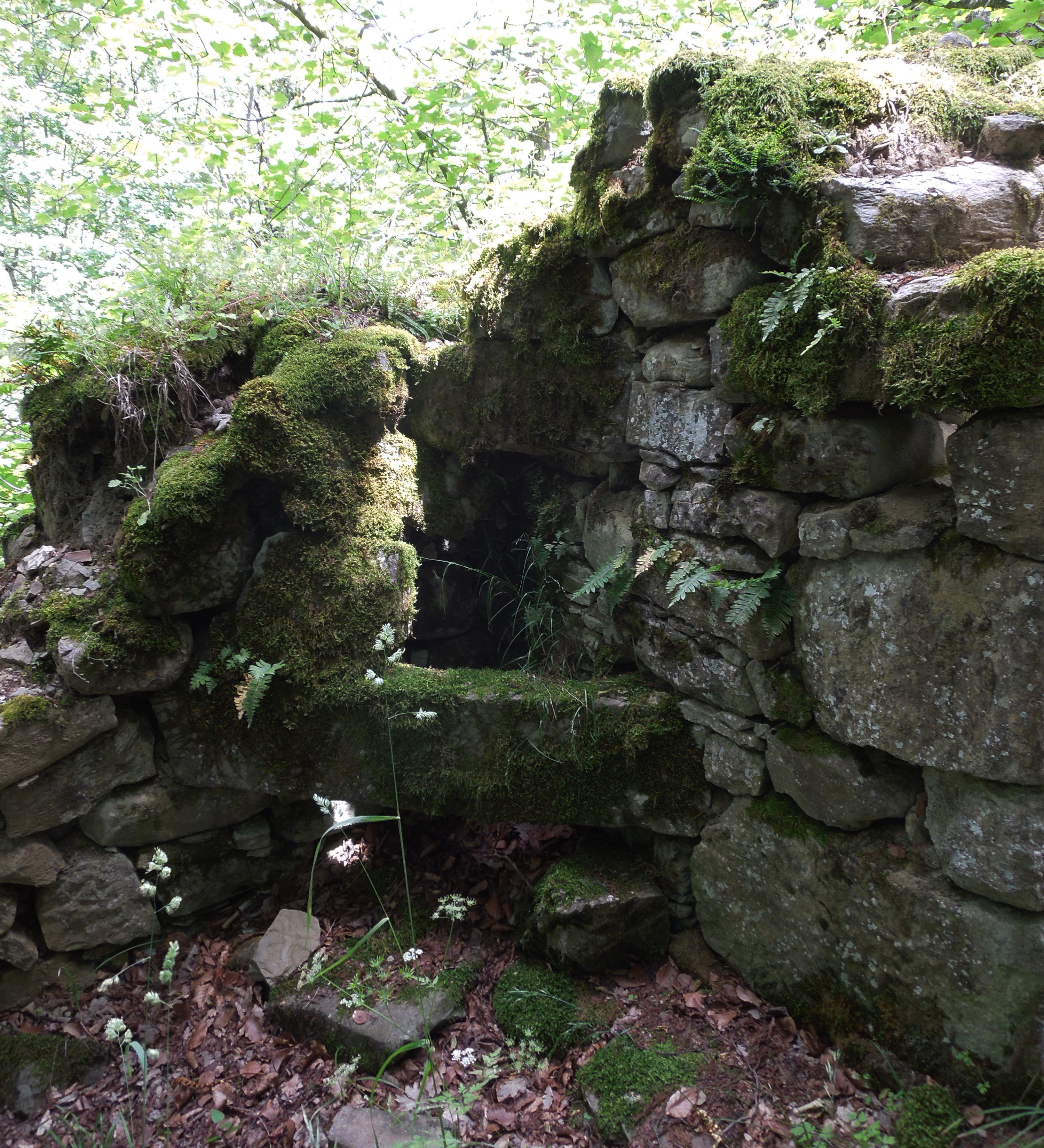
Mura interne del mulino
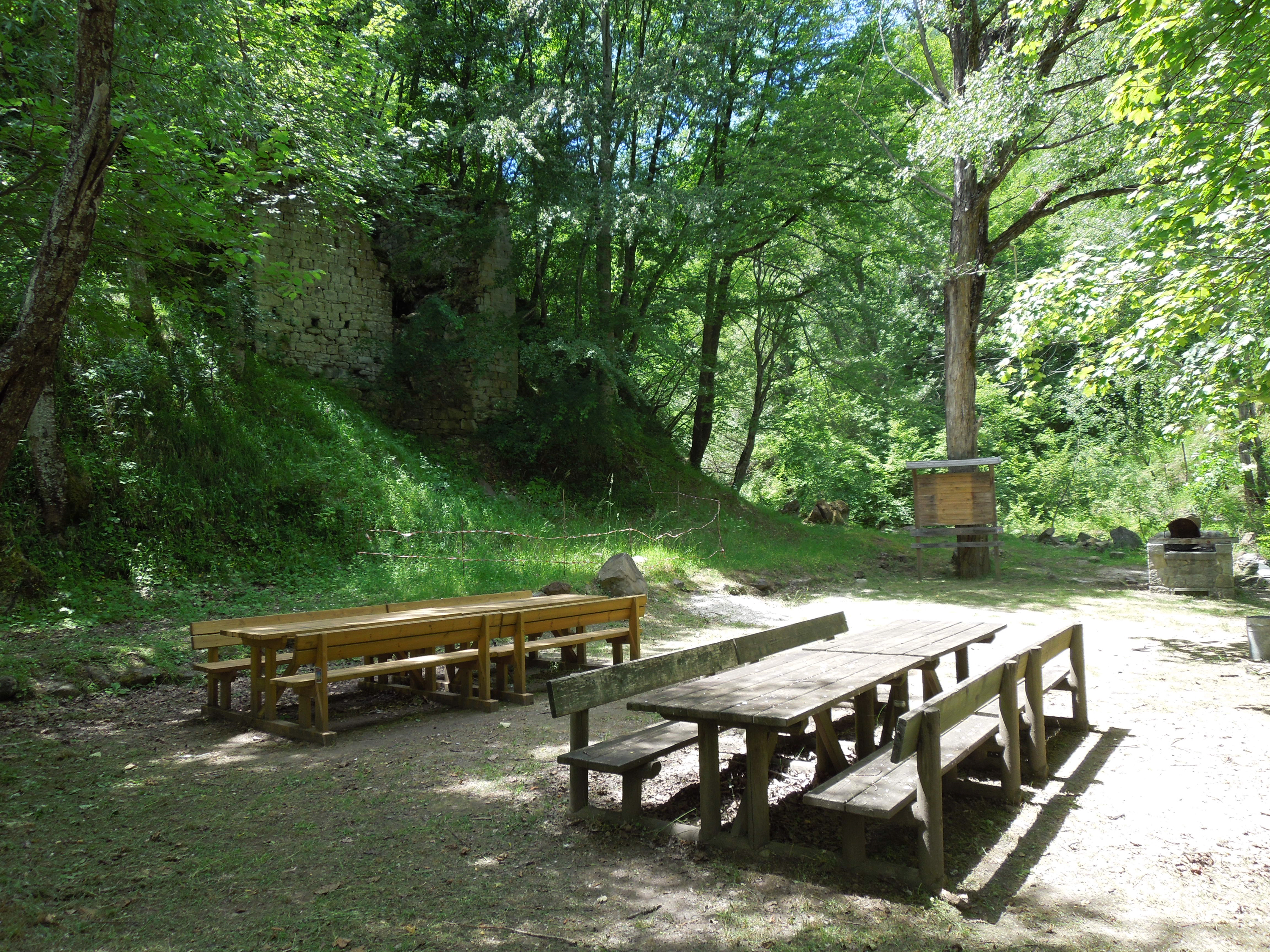
Area attrezzata presso il vecchio mulino
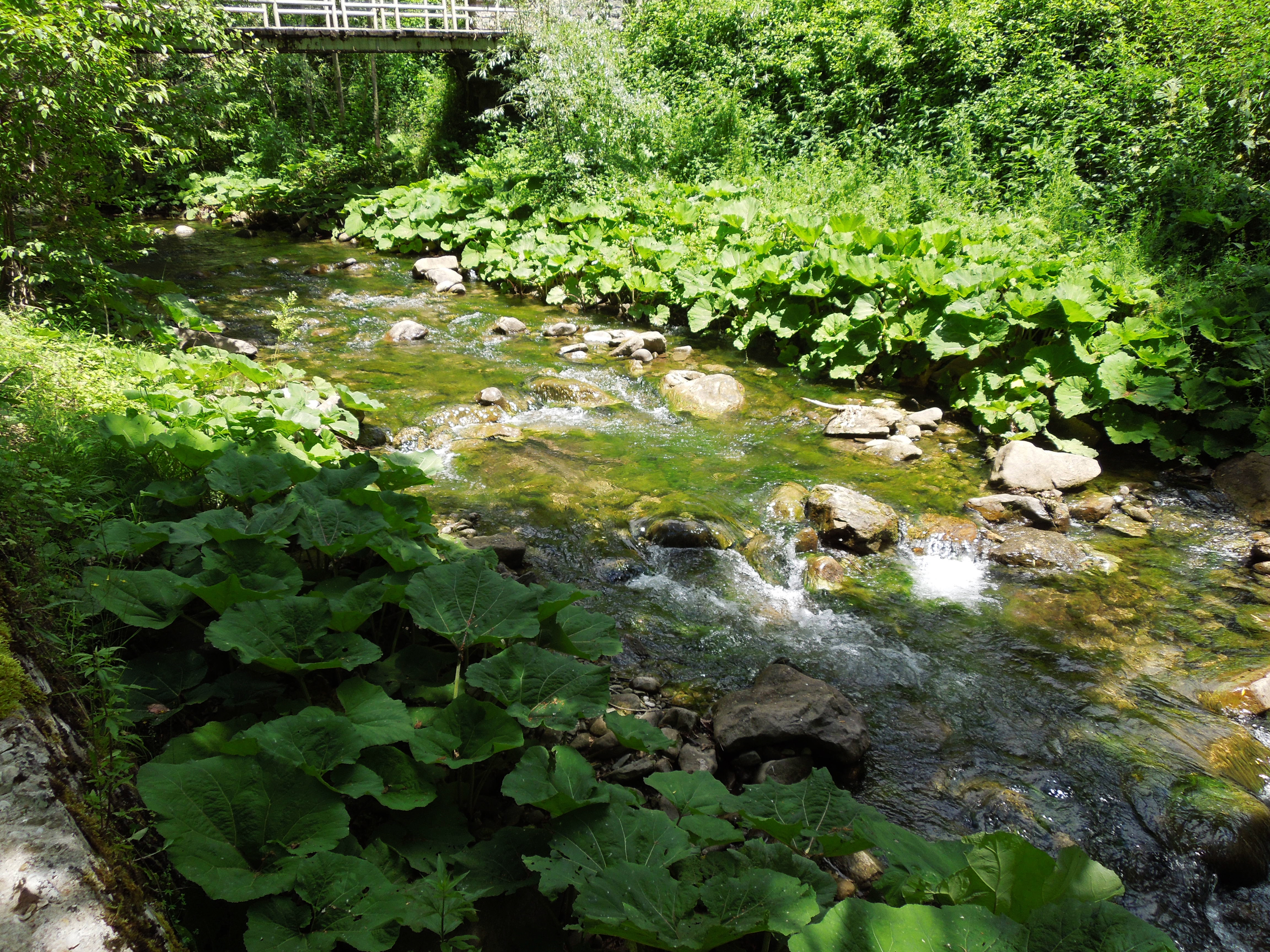
Ansa del fiume Tordino, presso il vecchio mulino
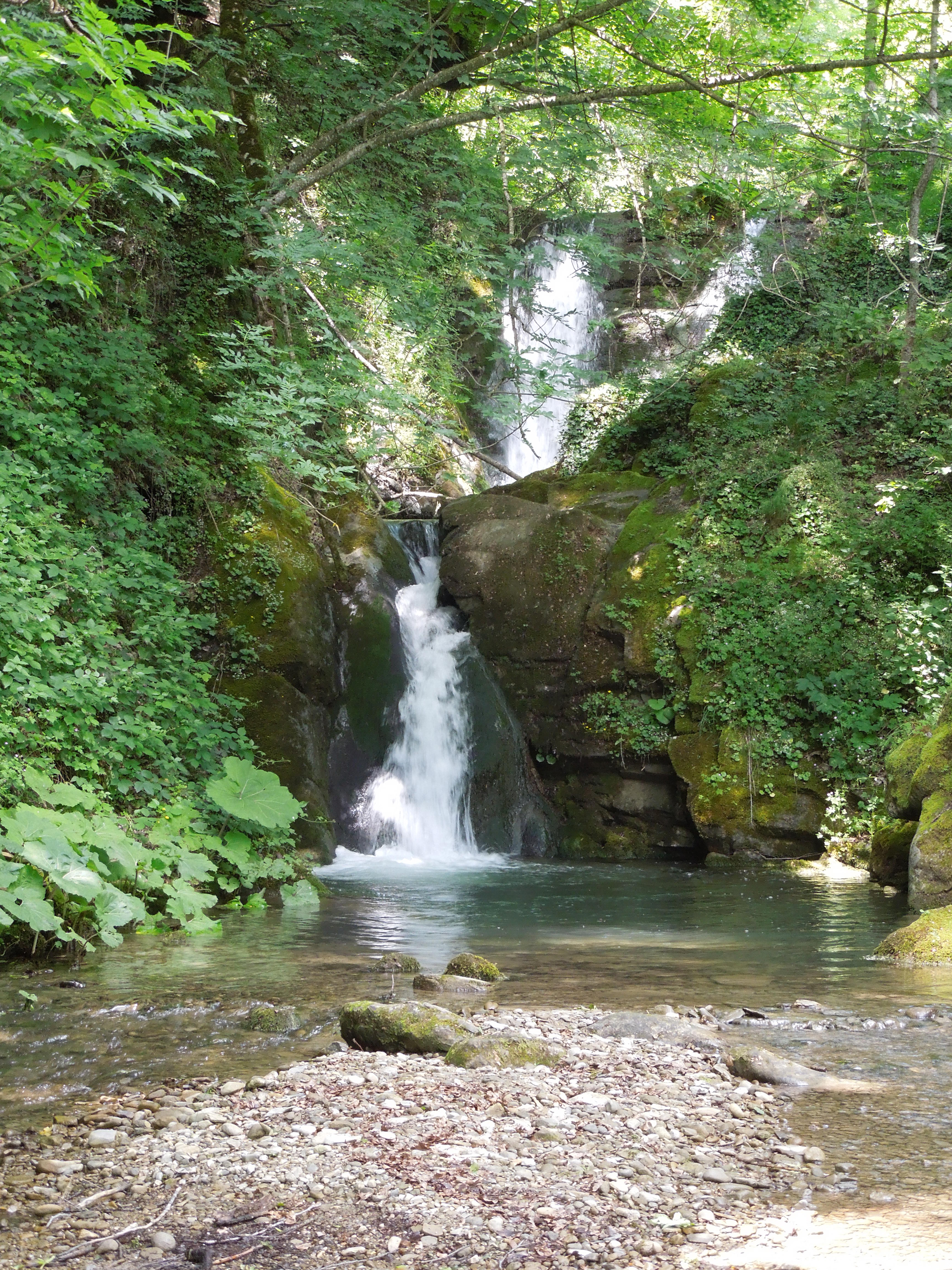
Cascate del torrente Malvese, nelle vicinanze del vecchio mulino

## Manifestazioni ed eventi
Le manifestazioni principali si svolgono in estate:
- Trekking montano alle sorgenti del Tordino, inizio agosto.
- Festa Patronale con giochi, balli e spettacolo pirotecnico finale, il 15 agosto.
- Notte Dei Briganti, 3 giorni di rievocazione storica delle vicende di Marco Sciarra e dei suoi briganti. Per l'occasione le vie del paese si trasformano in un palcoscenico naturale con attori evocanti, canti, balli, assaggi eno/gastronomici, fuochi pirotecnici, fine agosto.
- Marcia del Lupo, escursione organizzata, inizio di Settembre.

## Galleria d'immagini

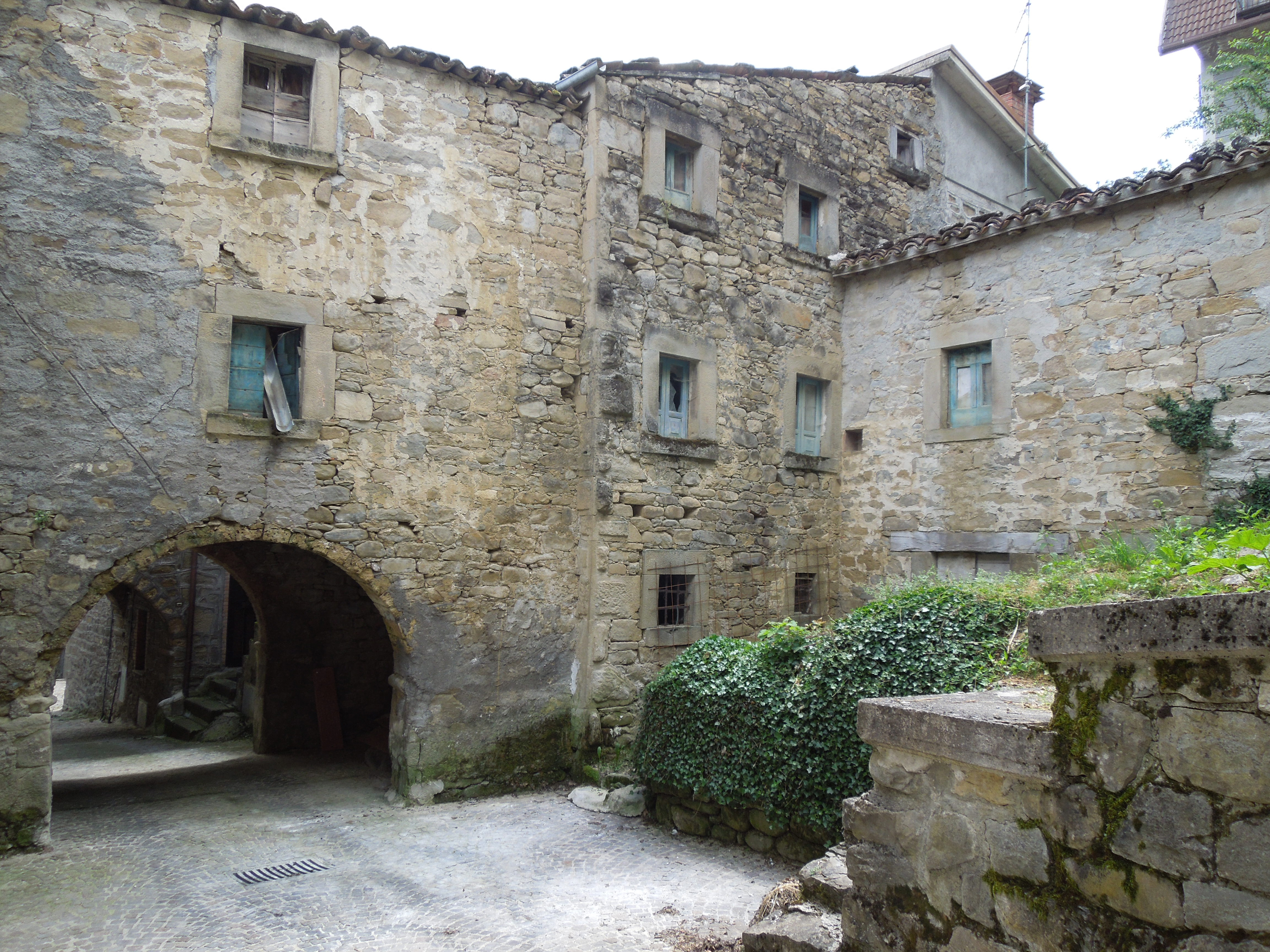
Scorcio interno del paese
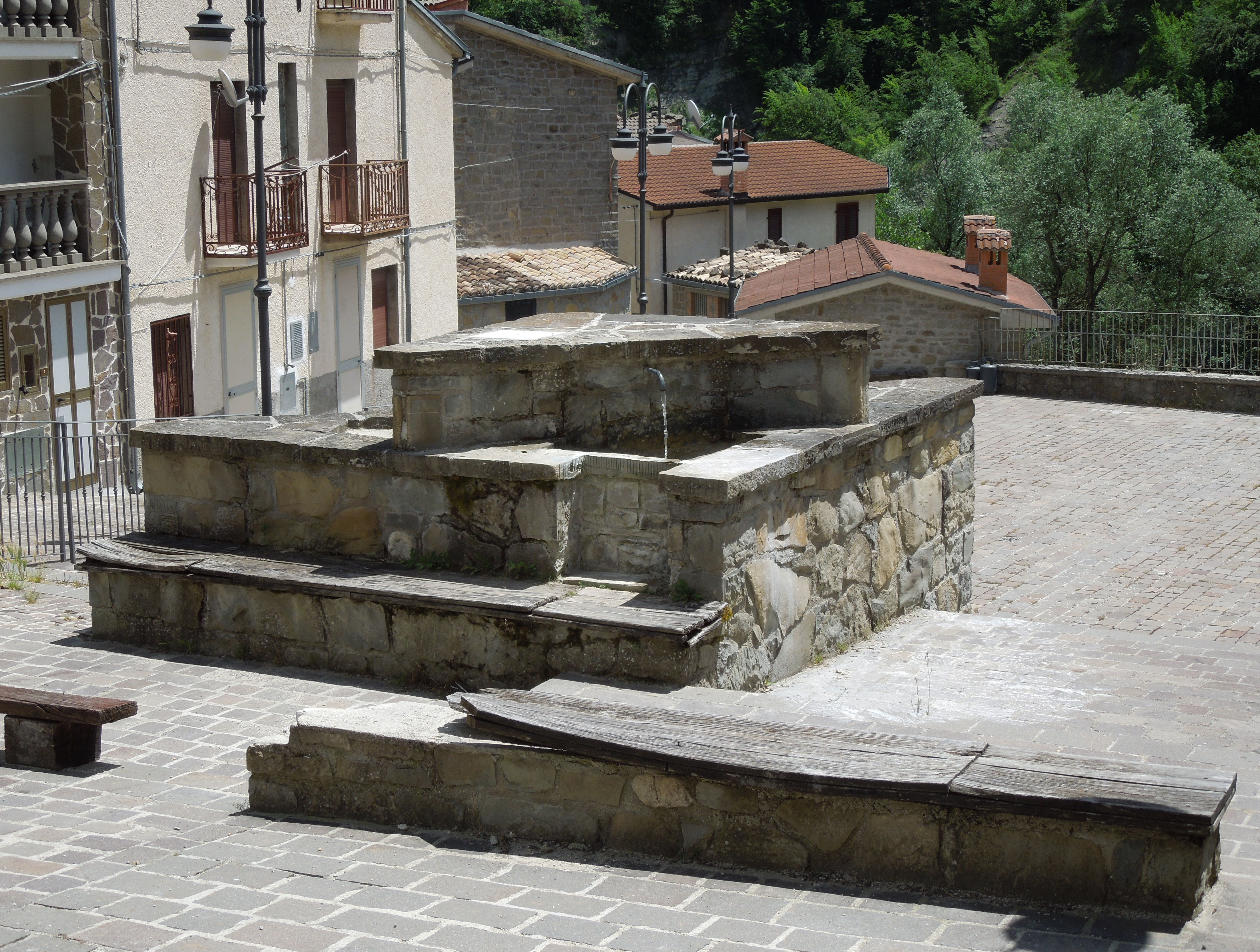
Fontana all'interno del borgo
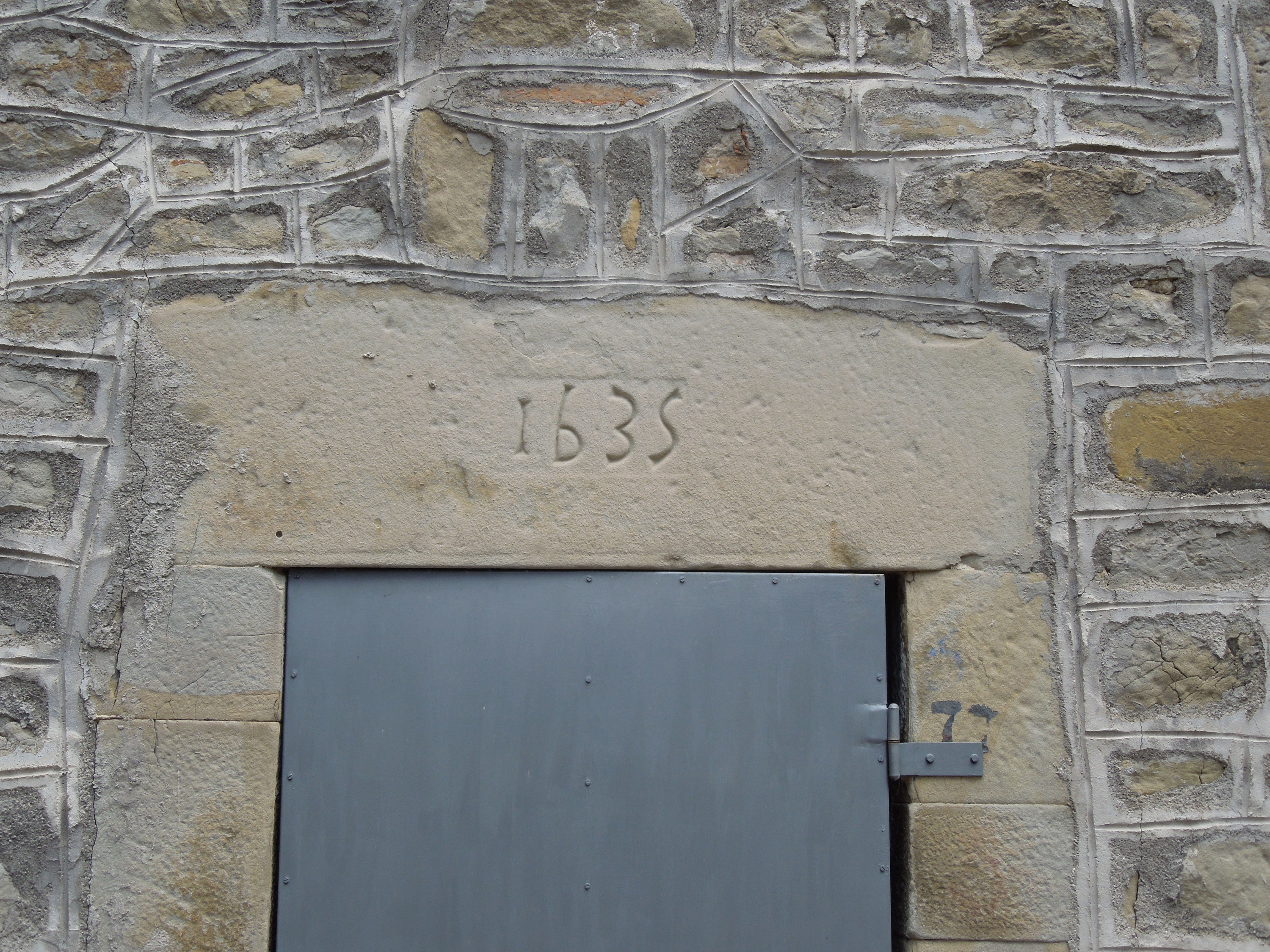
Architrave datato 1635
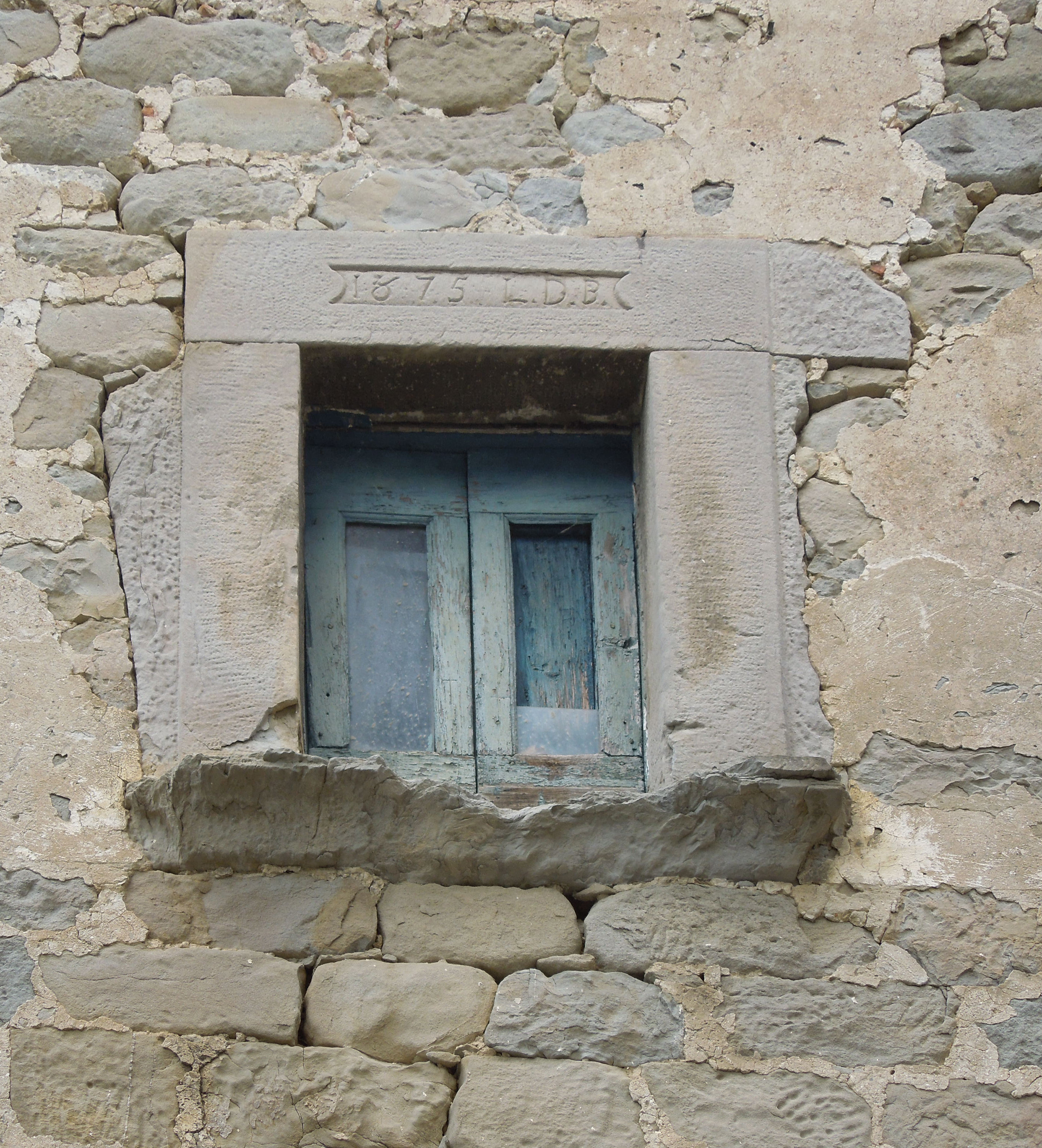
Architrave datato 1875